# KCTV 뉴스현장&시시각각
《KCTV 뉴스현장&시시각각》은 대한민국의 KCTV 제주방송에서 방송하는 오후 시간대 뉴스 프로그램이다.

## 방송 시간
- 매주 월요일 ~ 금요일 오후 2시 ~ 2시 20분

## 현재 앵커
- 송준규, 문다인 아나운서

## 같이 보기
- KBS 뉴스 2 (KBS1)
- 2시 뉴스외전 (MBC)
- 주영진의 뉴스브리핑 (SBS)
- 사건파일 24 (TV조선)
- 전용우의 뉴스ON (JTBC)
- 더 뉴스 (YTN)